# Ремы

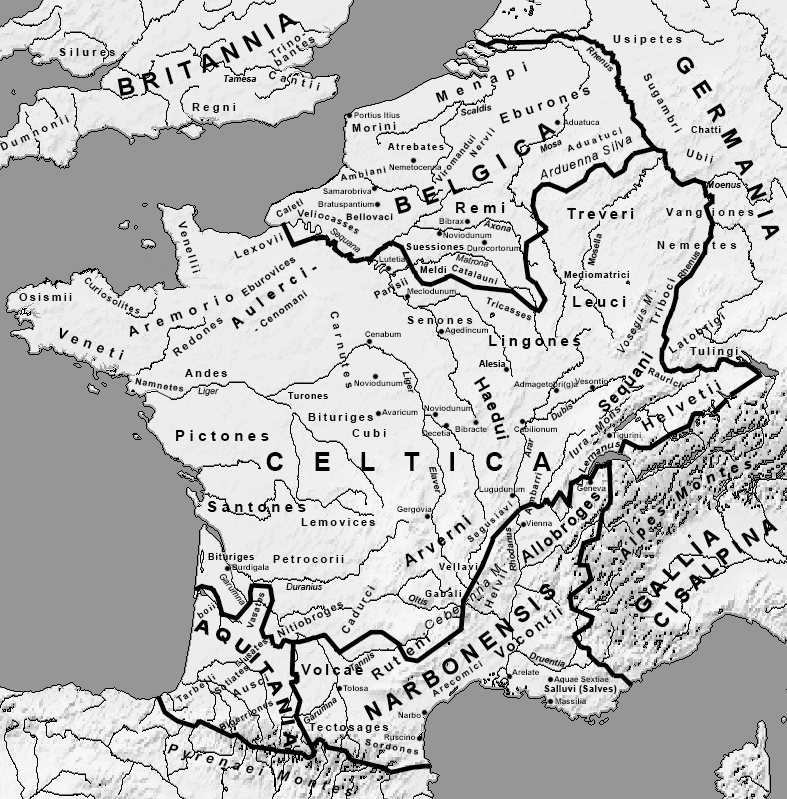
Галльские племена во времена Гая Юлия Цезаря

Ре́мы (лат. Remi) — одно из племён белгов, расселённое в бассейне реки Матроны.
По их северной границе протекала река Аксона (ныне Эна). Они были соседями нервиев, веромандуев, свессионов, белловаков и клиентами карнутов. Из городов наиболее значительными были Дурокорторум (ныне Реймс), Дурокаталауны (ныне Шалон-на-Марне) и Бибракс.
Во время военной кампании Цезаря 57-го года до н. э., ремы, в отличие от прочих белгов, не присоединились к антиримскому союзу, но напротив, помогали римлянам советами, оружием и провизией. В отместку за это некоторые племена белгов осадили Бибракc. Город готов был пасть, но посланные Цезарем нумидийские и критские стрелки, а также балеарские пращники сумели переломить ход сражения. Осада была снята. Однако, белги сумели разорить множество окрестных сёл.